# Raorchestes resplendens
Raorchestes resplendens es una especie de anfibio anuro de la familia Rhacophoridae. Es endémica de una pequeña zona de las montañas Anaimalai en los Ghats occidentales al sur de la India. Actualmente,[¿cuándo?] se encuentra en peligro crítico de extinción.

## Descripción
Es una rana de tamaño mediano. Los machos miden entre 23 y 25 mm y las hembras entre 25 y 28mm de longitud (de hocico a cloaca). Se diferencia de otras especies de su género por  su color naranja rojizo brillante y múltiples prominentes hinchazones glandulares presentes lateralmente detrás de los ojos, en los flancos del dorso, cerca de la cloaca, en el lado dorsal del antebrazo y las patas y en el lado posterior del torso y metatarso. Sus extremidades son mucho más cortas que en otras Raorchestes. Su iris es de color rojo.

## Distribución y hábitat
Esta rana es endémica de una pequeña zona de las montañas Anaimalai en los Ghats occidentales, en los estados de Kerala y Tamil Nadu, al sur de la India. Habita en pastizales de montaña y bosques de bambú entre los 1896 y los 2695 m s. n. m. Su área de distribución incluye el parque nacional Eravikulam y el Anamudi. Fue descubierto en la cumbre de Anai Mudi.

## Comportamiento
Raorchestes resplendens tiene extremidades muy cortas y se caracteriza por moverse arrastrándose por el suelo de manera pronunciada. Es una rana terrestre, al contrario de otras especies de su género que habitan en el sotobosque o son arbóreas.
Las hembras entierran sus huevos bajo el musgo en bosques, en lo profundo de la base de los grupos de bambú. Se encontraron huevos maduros en el oviducto de una hembra después de la oviposición, lo que señala que las hembras de esta especie pueden aparearse con más de un macho y reproducirse más de una vez en una sola temporada. Los machos no cuidan sus huevos después de la oviposición. Como es frecuente en especies de este género, el desarrollo es directo, sin un estadio larvario de natación libre. La eclosión tiene lugar después de unas tres o cuatro semanas. Al salir del huevo, las ranitas son completamente móviles y miden alrededor de 4,5 mm de longitud hocico-cloaca.

## Etimología
El género Raorchestes recibe su nombre en honor al C. R. Narayan Rao en reconocimiento a su contribución a la batracología india. El nombre científico Orchestes se basa en el primer nombre genérico de los escarabajos, acuñado para las ranas del grupo Philautus, Orchestes Tschudi en 1.838. El epíteto específico resplendens es un término en latín que significa 'color brillante, reluciente, resplandeciente' que se refiere a la pigmentación roja o naranja brillante.

## Publicación original
- Biju, Shouche, Dubois, Dutta & Bossuyt, 2010: A ground-dwelling rhacophorid frog from the highest mountain peak of the Western Ghats of India. Current Science, vol. 98, p. 1119-1125.[3]